# Nowe Kuchmy
Nowe Kuchmy – wieś w Polsce położona w województwie podlaskim, w powiecie białostockim, w gminie Michałowo.
W latach 1975–1998 miejscowość administracyjnie należała do województwa białostockiego.
Wierni kościoła rzymskokatolickiego należą do parafii Opatrzności Bożej w Michałowie.